# Proyección de Natta

Fórmula estructural del metano, un alcano y el compuesto orgánico más simple.

En estereoquímica, la proyección de Natta es una forma de representar las moléculas con estereoquímica completa en una fórmula esqueletal con una perspectiva tridimensional. El nombre de este concepto se debe a Giulio Natta. En una molécula hidrocarburo con todos los átomos de carbono constituyendo el esqueleto en una geometría molecular tetraédrica, el esqueleto en zigzag está en el plano del papel, con los sustituyentes despegándose del papel (enlace químico representado por un triángulo con relleno sólido), o retirándose del papel (enlace químico representado por un triángulo con un relleno a rayas). La proyección de Natta es muy útil para representar la tacticidad de un polímero

Polímeros isotácticos.